# Marli Ehrman
Pour les articles homonymes, voir Ehrmann.
Marli Ehrman (née Marie Helene Heimann le 17 décembre 1904 à Berlin et morte le 25 octobre 1982 à Santa Barbara en Californie) est une artiste textile et designer germano-américaine.

## Biographie
Marie Helene Heimann est la fille de l'ingénieur Hans Heimann et de Dora Fliess, ses parents sont déportés dans le ghetto de Theresienstadt où ils sont assassinés. Son frère Fritz Heimann est assassiné dans le camp de concentration d'Auschwitz. Sa sœur, l'historienne de l'art Adelheid Heimann s'est exilée en Angleterre en 1936.
Marli Heimann fréquente la Westend-Schule de 1912 à 1921 et, en 1921, elle est en internat à Territet, en Suisse. En 1923, elle fréquente l'Institut d'enseignement du musée des Arts décoratifs de Berlin. À partir de la fin de 1923, elle étudie au Bauhaus de Weimar et suit le cours préliminaire avec László Moholy-Nagy et Josef Albers. Après cela, elle est désignée pour l'atelier de tissage. Elle y étudie avec Gunta Stölzl et suit également des cours avec Paul Klee et Georg Muche. En 1927, elle réussit l'examen de compagnon à Glauchau et reçoit le certificat du Bauhaus. En 1926-1927, elle travaille de manière indépendante à l'institut d'essai de l'atelier de tissage. Elle étudie ensuite à l'université d'Iéna et passe son examen d'institutrice à Hambourg en 1931. En 1932-1933, elle est enseignante à la maison de correction de Selent à Holstein. 
Après la prise de pouvoir de Hitler, elle est touchée par l'interdiction professionnelle pour les juifs et ne peut travailler que dans les écoles juives. De 1934 à 1937, elle enseigne à la Theodor-Herzl-Schule de Berlin, où elle fait la connaissance de son mari, Elizeer L. Ehrmann, auteur de l'ouvrage, « Jüdische Lesehefte (de) ».
Marli et Elizeer Ehrmann s'exilent aux États-Unis en 1938. Elle trouve un emploi à la Chicago School of Design, fondée par Moholy-Nagy, jusqu'en 1947. Elle donne également des cours du soir à Hull House. En 1941, elle remporte le concours MoMA, « Organic Design » qui se conclut par une exposition au MoMA intitulée « Organic Design in Home Furnishings ». Elle reçoit des commandes de l'industrie du meuble et travaille avec Ludwig Mies van der Rohe pour le promoteur de projets de construction Herbert Greenwald (en). En plus des intérieurs pour les maisons et les entreprises, elle conçoit également l'intérieur de la bibliothèque publique d'Oak Park. En 1956, elle fonde la boutique Elm Shop à Oak Park, qui produit de nombreux modèles avant-gardistes et qu'elle dirige jusqu'à sa retraite.